# Traité des XXIV articles
Pour les articles homonymes, voir Traité de Londres.
 [[s:Le traité des XXIV articles|Voir le traité sur Wikisource]]
Traité des XXVII articles Traité de Maastricht
Le traité des XXIV articles ou traité de Londres du 19 avril 1839 est un ensemble de deux traités signés à Londres le 19 avril 1839 entre d'une part l'Autriche, la France, la Grande-Bretagne, la Prusse et la Russie et, d'autre part,  les Pays-Bas et la Belgique. 
Toutes les parties signataires reconnaissent la séparation de ces deux derniers États par ce traité qui succède ainsi au traité des XXVII articles.  Celui-ci, signé le 15 novembre 1831, reconnaissait la scission du royaume uni des Pays-Bas (à la suite de la révolution belge et sa  déclaration d'indépendance proclamée le 4 octobre 1830), mais sa signature était continuellement repoussée par le roi des Pays-Bas Guillaume Ier qui ne pensait pas que la Belgique pouvait être un État viable.
Le nouveau traité réduit également les frontières de la Belgique en délimitant celles du Luxembourg actuel, à l’issue de la scission du grand-duché de Luxembourg qui mène à la création de la neuvième province de Belgique : la province de Luxembourg. C'est également par ce traité qu'est scindée la province du Limbourg de part et d’autre de la Meuse, dont la partie occidentale devient la province belge du Limbourg et la partie orientale redevient le duché de Limbourg (qui sera rétrocédé aux Pays-Bas lors de la dissolution de la confédération germanique en 1866 sous la forme de la province néerlandaise de Limbourg).

## Contexte

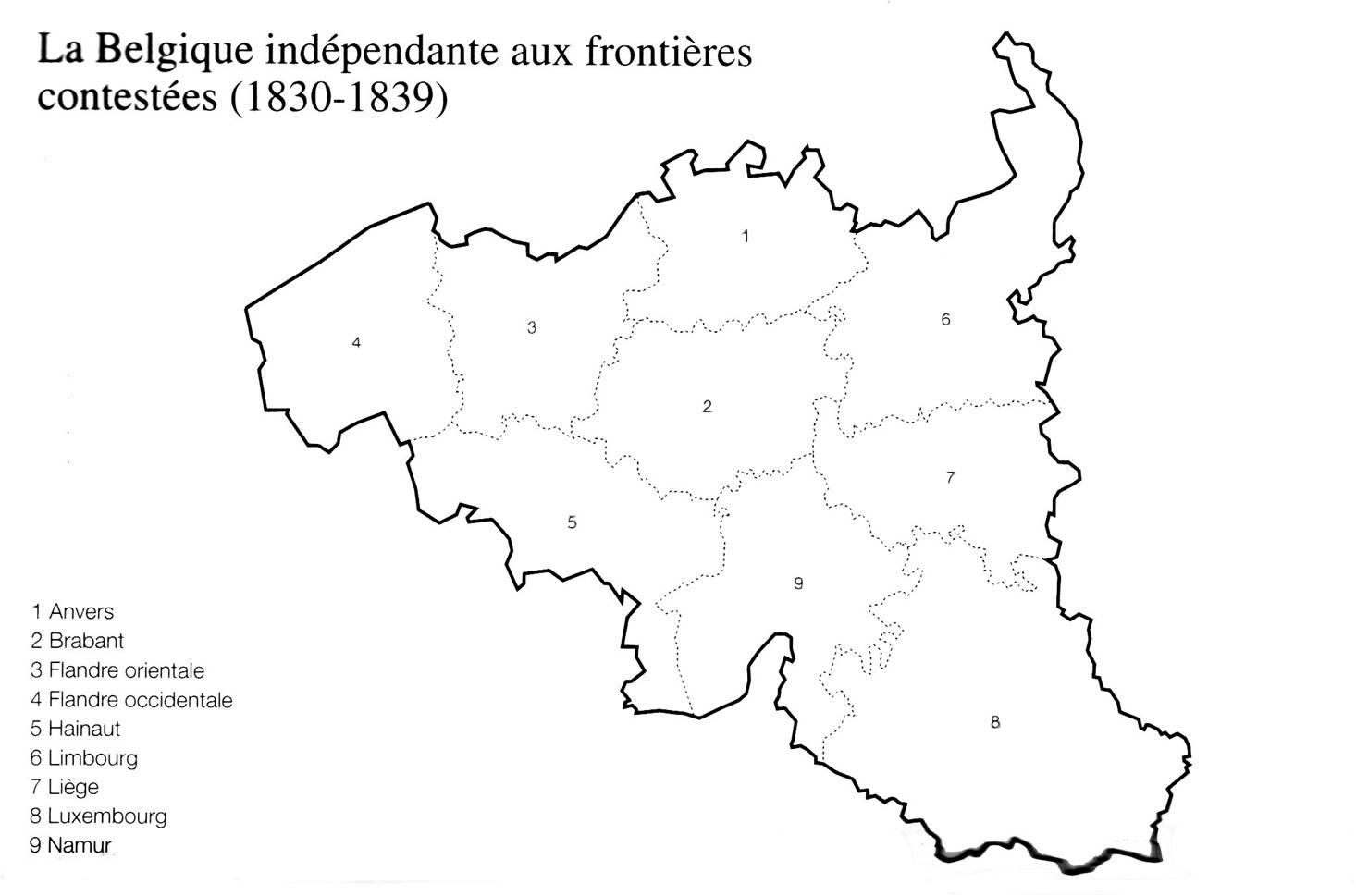
Les frontières de la Belgique depuis la reconnaissance de son indépendance (1830) jusqu'au traité des XXIV articles de 1839.

Après la révolution belge et la déclaration d'indépendance de la Belgique le 4 octobre 1830, le royaume uni des Pays-Bas (créé en 1815 par le congrès de Vienne) se retrouvait coupé en deux : les huit provinces du sud du Royaume avaient fait sécession et annexé le grand-duché de Luxembourg, alors propriété privée du roi des Pays-Bas Guillaume Ier et de la maison d'Orange-Nassau, dès le 16 octobre 1830. Ces différents évènement mènent au début de la guerre belgo-néerlandaise et à l’intervention des grandes puissances européennes réunies dès le 4 novembre 1830 lors de la conférence de Londres qui imposent un armistice et engage les négociations en vue d'une solution diplomatique.

### Premiers traités
Un premier traité est proposé le 26 juin 1831 par la conférence de Londres : le traité des XVIII articles, qui délimite les frontières de la Belgique, en y incluant le grand-duché de Luxembourg, retiré à la maison d'Orange-Nassau. Ce dernier prévoyait la possibilité d'un rachat du Luxembourg et d'un échange de la partie de la province du Limbourg située au-delà de la Meuse et de Maastricht (territoires qui forment l'actuel Limbourg néerlandais). Il garantissait aussi la navigation libre sur l'Escaut. Mais le roi Guillaume Ier des Pays-Bas refuse de le ratifier et, après la prestation de serment du premier roi des Belges, Léopold Ier, le 21 juillet 1831, Guillaume Ier tente de reconquérir ses territoires par la campagne des Dix-Jours qui, grâce à l’intervention de l'armée expéditionnaire française, se solde par un échec néerlandais. 
Un nouveau traité international acte la séparation officielle de la Belgique et de ce qui devient alors les Pays-Bas : le traité des XXVII articles, signé par les puissances et la Belgique le 15 novembre 1831, mais pas par les néerlandais, qui l'ignorent. Les grandes puissances l'époque constatant la faiblesse de la Belgique rendent ce traité un traité moins avantageux pour elle. Celui-ci lui fermait toute possibilité d'échange d'une partie du Limbourg ou de rachat du Luxembourg, ce qui garantissait aux Pays-Bas le contrôle de deux places stratégiques en cas d'attaque française : Maastricht et Luxembourg (la défense de cette dernière forteresse étant assurée par une garnison prussienne mélangée à des soldats néerlandais). Tout au plus, il accordait à la Belgique la partie du Luxembourg de langue romane ainsi que le Pays d'Arlon, pourtant de langue germanique mais ajouté sur insistance du ministre plénipotentiaire français Charles-Maurice de Talleyrand-Périgord (guidé par des considérations de stratégie militaire).
Le traité reconnaissait aussi l'indépendance du grand-duché de Luxembourg. Par ailleurs, les Pays-Bas recevaient le contrôle des bouches de l'Escaut, ainsi que l'accès à Liège par la Meuse. Il chargeait aussi la Belgique de la moitié de la dette du royaume des Pays-Bas, alors que l'essentiel de celle-ci datait d'avant l'unification de 1815. Comme le traité des XVIII articles, il faisait de la Belgique un État perpétuellement neutre (article 9) garanti par l'Autriche, la France, le Royaume-Uni, la Prusse et la Russie (article 25).

### Non-reconnaissance néerlandaise
Malgré sa ratification par le parlement belge, le traité resta longtemps lettre morte, le roi Guillaume espérant toujours récupérer l'ensemble du territoire belge ; il refusait de signer le traité. En pratique, la Belgique administrait donc l'ensemble du Luxembourg et du Limbourg et seules les forteresses d'Anvers (libérée en 1832 par les Français lors du siège de la ville), de Maastricht et de Luxembourg échappaient à son contrôle. De même l'ensemble de la dette restait à charge des Pays-Bas. Mieux, le 21 mai 1833, la Belgique et les Pays-Bas s'engagèrent à prolonger indéfiniment l'armistice, à respecter le statu quo et à garantir la libre navigation sur les fleuves lors de la convention de Londres.
Finalement, le 14 mars 1838, le roi Guillaume fit savoir à la conférence de Londres qu'il se ralliait au traité des XXIV articles. Les autorités belges tentèrent par tous les moyens diplomatiques d'obtenir une révision du traité, mais elles n'obtinrent qu'une réduction de leur part dans la dette (qui passa de 8 400  à   5 400 millions de florins). En 1839, le traité fut définitivement ratifié par le Parlement belge et la Belgique dut rendre une partie du Limbourg (traité de Maastricht de 1843) et du Luxembourg et accepter la fermeture par un péage de l'Escaut (qui perdurera jusqu'en 1863).

## Les traités
Deux traités ont en fait été signés à Londres le 19 avril 1839. Le premier est conclu entre la France, l'Autriche, le Royaume-Uni, la Prusse, la Russie et les Pays-Bas. Ce traité entérine la séparation de la Belgique et des Pays-Bas. Le second traité, le traité des XXIV articles proprement dit, est conclu entre la Belgique et les Pays-Bas. Enfin, la Confédération germanique signa le même jour un acte d'accession aux deux traités.
Ce traité est un exemple d'exception au principe d'effet relatif des traités. En effet, ce traité crée une situation objective (la création d'un État, la Belgique), qui s'impose aux États tiers. Il faut remarquer que cela est possible uniquement parce que l'État ayant compétence territoriale dans la zone concernée, le royaume des Pays-Bas, est partie au traité. La Confédération germanique, compétente dans une partie du territoire concernée (le grand-duché de Luxembourg, tel que créé en 1815 par le congrès de Vienne), n'est pas partie au traité, mais elle a ratifié un acte d'accession.
Le tracé définitif de la frontière entre la Belgique et les Pays-Bas sera fixé en 1843 par le traité de Maastricht.

## Signataires
Les différents plénipotentiaires signataires du traité sont les suivants :
- Belgique : Sylvain van de Weyer
- Empire d'Autriche : Ludwig Senfft von Pilsach (de)
- Empire russe : Charles André Pozzo di Borgo
- Pays-Bas : Salomon Dedel
- Royaume de France : Horace Sébastiani
- Royaume de Prusse : Heinrich von Bülow
- Royaume-Uni de Grande-Bretagne et d'Irlande : Henry John Temple

## Conséquences

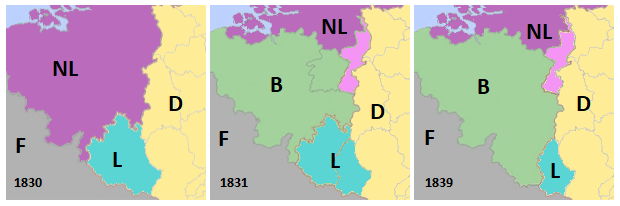
Évolution du territoire belge depuis l'indépendance de la Belgique jusqu'au traité des XXIV articles.

### Scission du Limbourg
La Belgique perd 2 209,22 km2 de territoires à l'est de la Meuse, de Maastricht à Venlo. Ils furent rattachés à la Confédération germanique sous le nom de Duché de Limbourg jusqu'à la dissolution de celle-ci en 1866. Ils devinrent ensuite officiellement la province néerlandaise de Limbourg. Côté belge, les territories restant forment l'actuelle province de Limbourg, dans la région flamande.

### Scission du Luxembourg

La scission du Grand-duché de Luxembourg se fit sur base linguistique : la partie de langues germaniques fut rendue à Guillaume Ier, à l'exception du Pays d'Arlon qui demeura belge tout en gardant son patois luxembourgeois (ici en bleu ciel).

La Belgique perd la partie de langues germaniques du Grand-duché de Luxembourg (qu'elle avait annexé de manière unilatérale le 16 octobre 1830), à l'exception notable du Pays d'Arlon, qui lui revient pour des raisons politiques et stratégiques. Elle rend alors ces territoires à Guillaume Ier qui en est le propriétaire privé et qui sont rattachés à la Confédération germanique. Cela représente les 2 586,4 km2 de l'actuel Luxembourg qui conquerra petit à petit son indépendance de la monarchie néerlandaise. Les territoires de langues romanes plus le pays d'Arlon forment alors la neuvième province belge : la province de Luxembourg.

## Accueil et ratification

### Ratification officielle
Le traité fut officiellement ratifié par le roi des Pays-Bas, Guillaume Ier, le 26 mai 1839 et par le roi des Belges, Léopold Ier, le 28 mai 1839.

### Chiffon de papier

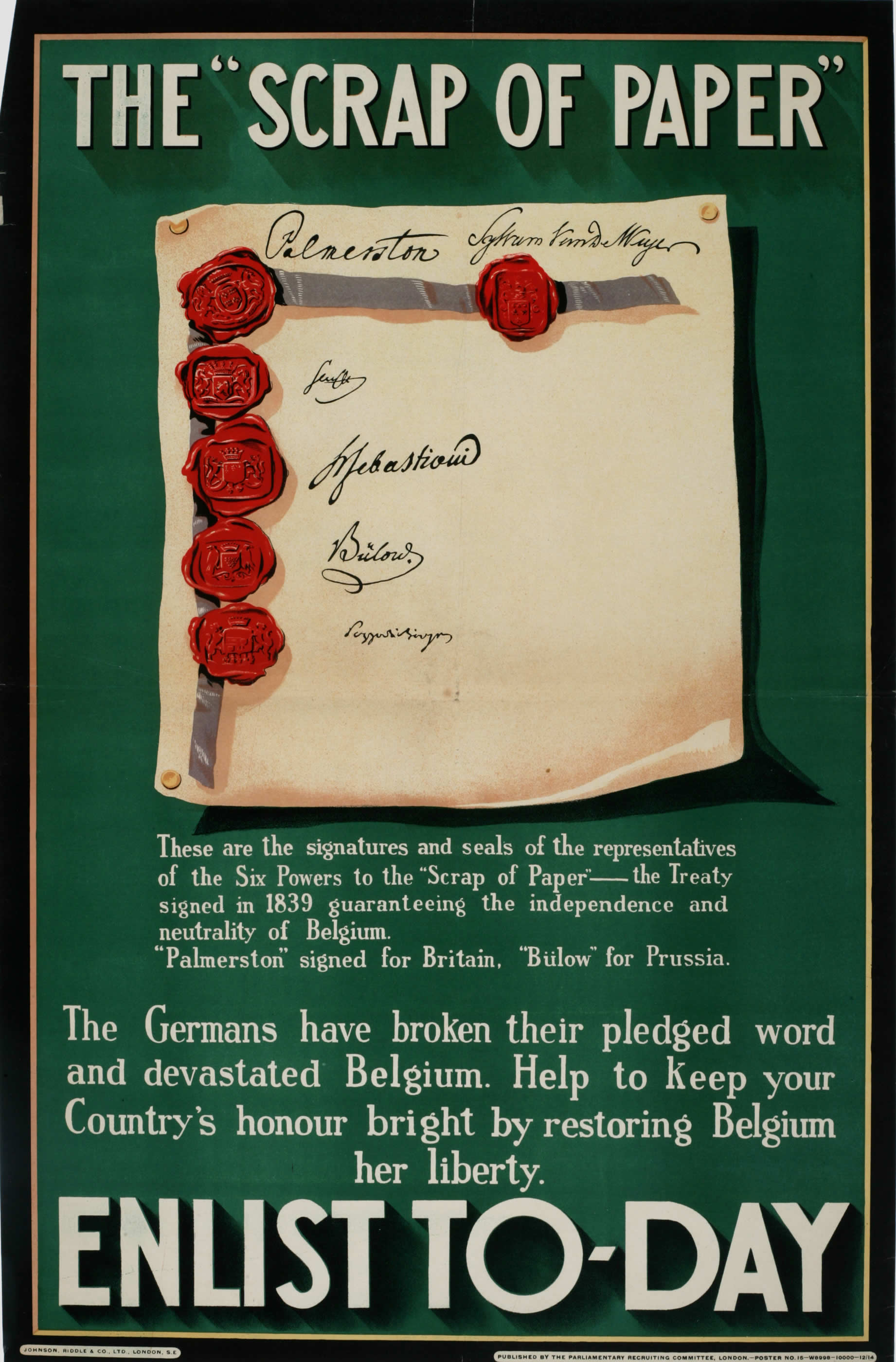
Affiche de propagande britannique de 1914.

L'indépendance de facto de la Belgique s'était consolidée avec les neuf années de confrontation suivant la révolution belge. Les signataires du traité, le Royaume-Uni, l'Empire autrichien, la France, la Prusse, l'Empire russe, et le royaume des Pays-Bas, reconnaissant désormais l'indépendance de la Belgique, et sa neutralité sur insistance du Royaume-Uni.
Le traité eut son importance dans les relations internationales, notamment lors du déclenchement de la Première Guerre mondiale. Quand l'Empire allemand envahit la Belgique en août 1914 en violation du traité, les Britanniques leur déclarèrent la guerre le 4 août. Informé par l'ambassadeur britannique de l'entrée en guerre à la suite notamment de la violation du traité des XXIV articles, le chancelier allemand Theobald von Bethmann Hollweg déclara qu'il ne pouvait croire que le Royaume-Uni et l'Allemagne entraient en guerre pour un « chiffon de papier ». Pour les Britanniques, il n'était pas envisageable, avec l'accroissement de la marine allemande, que le Reich puisse prendre (à plus ou moins long terme) le contrôle des ports de mer belges (essentiellement Anvers et Ostende) puis par extension ceux français. 
Les armées envahirent également le grand-duché de Luxembourg à la même époque, dont la neutralité était garantie par les grandes puissances à la suite du traité de Londres de 1867.